# Château de Vaure
Le château de Vaure est une demeure classique située sur la commune de Ruch, dans le département de la Gironde, en France.

## Localisation
Le château est situé au nord du territoire communal, dans un écart nommé Vaure accessible depuis le bourg par une route communale qui mène vers le nord et croise la route départementale D126 (Saint-Pey-de-Castets au nord-est et Saint-Antoine-du-Queyret à l'est).

## Historique
Le château a été construit entre la fin du XVIe et le début du XVIIe siècle ; il est entouré sur trois côtés de douves avec murs d'escarpe et de contrescarpe et se compose de trois corps de bâtiments formant une cour carrée dont trois gros pavillons carrés marquent les angles : dans un angle de la cour, une voûte en anse de panier porte une terrasse munie d'une balustrade de pierre caractéristique du XVIIe siècle.

L'édifice a été inscrit au titre des monuments historiques par arrêté du 8 novembre 1996 pour ses douves, ses contrescarpes, le sol de sa cour, son portail, ses escaliers intérieurs et ses façades.

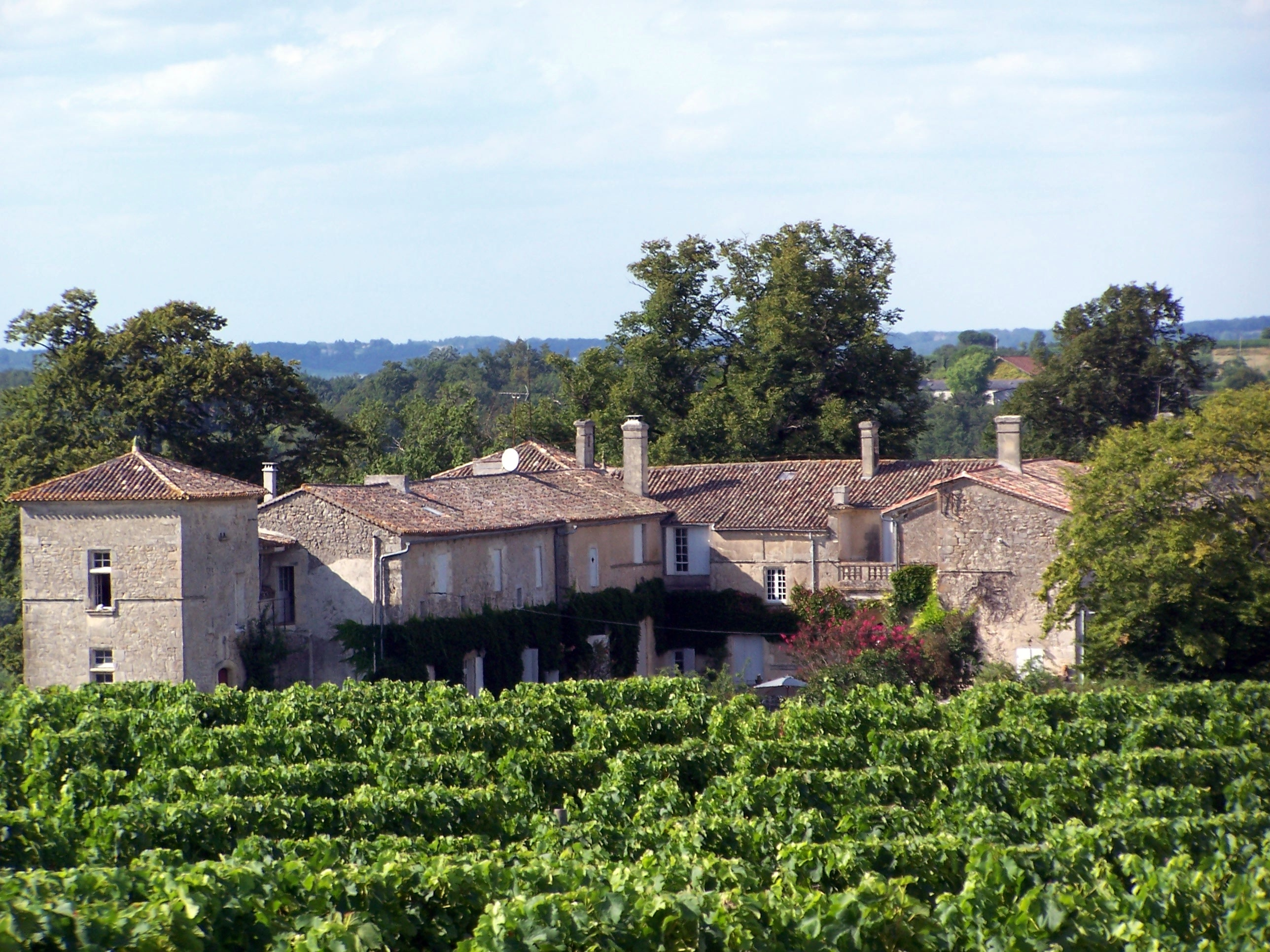
Vue générale au sud (août 2012)